# 浦和学院高等学校
浦和学院高等学校（うらわがくいんこうとうがっこう）は、埼玉県さいたま市緑区大字代山にある共学の普通科の私立高等学校。通称は「浦学」（うらがく）。学校法人明星学園が運営する。国際バカロレア認定校。

## 概要
- 県内ではマンモス校として知られており、生徒数（約2,400人）、募集定員（800人）、受験者数（約4,000人）はいずれも県内最大規模である。
- 甲子園で優勝経験のある野球部をはじめ、テニス、ハンドボールなどスポーツの盛んな学校である。大学進学や語学教育にも重点を置いている。
- 建学の精神に、孔子の理想的人格像「吾道一貫」を掲げ、それに基づいた「克己、仁愛、共生」を校訓とした教育を行っている。
- 併設校に明星幼稚園、国際医療専門学校、関東福祉専門学校、姉妹校に志学会高等学校[1]がある。

## 沿革
- 1978年 - 浦和市代山に開校
- 1996年 - 類型別コース導入
- 2008年 - 新食堂棟、新図書館棟「浦学リテラシータワー（ULT）」完成。弓道場を第3グラウンドに移設
- 2009年 - GL類型、特進類型、選抜類型、文理類型の4類型10コースに改編。新体育館「U-DIUM」完成。ゴルフ練習場改修
- 2010年 - 国際類型、特進類型、進学類型の3類型11コースに改編
- 2013年 - 進学類型・リテラル（情報）コースを廃止し、同・総合進学コースの2年次選択クラスを「総合系」「情報系」に改編。硬式野球部が第85回選抜高校野球大会で優勝を果たす。彩の国功労賞を受賞。1981年以前に建てられた校舎の耐震化工事完了。
- 2015年 - 男子ハンドボール部が第38回全国高校ハンドボール選抜大会で24年ぶり2度目の優勝。
- 2016年 - 国際・強化部活寮「ネクス（NEXU）」完成。高校では日本初となるISS（インターナショナルセーフスクール）認証。体育館にエアコン設置。第1校舎全体にWi-Fi設置。
- 2018年 - 特進類型の4コース（リーダーズ、サイエンス、プログレス、アブソルート）を3コース（T特、S特、特進）に再編
- 2021年 - 進学類型に「アスリート選抜コース」新設。eスポーツ部を新設。UGT放課後学習支援センターを設置。夜間照明付の人工芝サッカー場が完成。
- 2022年 - 部室棟、第二体育館が完成。
- 2024年 - 国際類型に「国際バカロレアコース」新設。
- 2024年 - 2026年4月開校予定の中学校[2]）が旧第四グラウンド跡地に建設開始。
- 2025年 - LDH (芸能プロダクション)とダンス教育で協力関係を締結[3]。大宮駅西口学習センター開設、法人事務局を移転。

## 歴代校長
| 代    | 氏名       | 在任期間            |
| ----- | ---------- | ------------------- |
| 初代  | 高橋康造   | 昭和52年 - 平成10年 |
| 第2代 | 関根隆光   | 平成10年 - 平成13年 |
| 第3代 | 黒岩幸雄   | 平成13年 - 平成14年 |
| 第4代 | 内藤英夫   | 平成14年 - 平成19年 |
| 第5代 | 小沢友紀雄 | 平成19年 - 平成29年 |
| 第6代 | 石原正規   | 平成29年 -          |

## 設置コース
国際類型
- グローバルコース

普通科でありながら1年次3学期（1月下旬）から1年間の海外留学が必修となっており、豪州の高校に入学し、現地ホームステイで異文化体験をしながら語学力を磨く。留学時に海外の学校で取得した32単位が卒業単位として認定される。TOEIC850点・英検2級以上とICU、上智大などの最難関私立大、海外大学への合格を目指す。
- 国際バカロレアコース

概念理解型・探求型・協働型でリベラルアーツを学ぶ。1年次2学期まではグローバルコースと合同で授業を行い、文科省が定める必修科目を学び、3学期からグローバルコースか国際バカロレアコースの選択を行う。1年次3学期から国際バカロレア（IB）が定める6教科（日本語A 言語と文学HL、English B HL、歴史HL、生物SL、数学解析とアプローチSL、美術SL）と3つのコア科目であるEE（課題論文）、TOK（知の理論）、CAS（創造性・活動・奉仕）を約2年間学ぶ。3年次の11月に世界統一の最終試験が行われ、一定の成績を取ると、国際バカロレアのディプロマ（DP）＝修了資格（成績証明書）が授与され、国内外の難関大学を受験するための大学入学資格が得られるメリットがある。例えば、国内では筑波大や上智大、慶大法学部などがIB取得者対象の国際バカロレア入試を実施している。
特進類型
- T特コース

東大・京大・東北大など最難関国公立大への合格を目指す。Tプロジェクトルームでは東大生の指導の下、少人数授業を行う。2年次から文系・理系に分かれる。0時限目（7時50分）～9時限目（17時45分）まで授業・講座があるため、原則部活動には加入できない。
- S特コース

筑波大・千葉大など関東圏の難関国公立大や早慶などの難関私立大への合格を目指す。2年次から文系・理系に分かれる。0時限目（7時50分）～9時限目（17時45分）まで授業・講座があるため、原則部活動には加入できない。
- 特進コース

埼玉大などの国公立大やGMARCHなどの難関私立大への合格を目指す。2年次から文系・理系に分かれる。カリキュラムはT特コースやS特コースと同様だが、一部の部活動に加入できる。
進学類型
- 文理選抜コース

難関私立大への合格を目指す。2年次から文系・理系に分かれる。
- 文理進学コース

多くの生徒が部活動に加入し、推薦入試を活用しながら中堅有名私立大への合格を目指す。2年次から文系・理系に分かれる。
- 総合進学コース

私立大文系学部・情報系への合格を目指す。2年次から文系カリキュラム中心の「総合系」と週6時間コンピュータ関連科目を学ぶ「情報系」に分かれる。
- アスリート選抜コース

野球部およびサッカー部への入部希望者が対象のコースで、部活動に打ち込みながら勉学と両立をし、難関・有名私立大合格を目指す。クラスメイトが全員同じ部活動に所属するため、共通の目標を持った生徒がお互い切磋琢磨しながら学校生活を送ることができるほか、大会等で公欠となっても授業の進行が同じペースで進められるメリットがある。
- 保健医療コース

看護・医療系学校への合格を目指す。2年次から週2時間、基礎保健医療の授業があり、外部の専門家による講義・医療実習、施設・学校見学なども行う。看護師・理学療法士・作業療法士・言語聴覚士・臨床検査技師・柔道整復師・診療放射線技師など将来医療従事者を目指す人のための、特徴あるカリキュラムとなっている。
- アート(美術)コース

美術系学校への合格を目指す。普通科ながら週6 - 8時間（3年間で20単位）デザインや絵画を学ぶ。

## 学校生活
授業・カリキュラム
- 3学期制、50分授業、学校週5日制 (土曜隔週、日曜祝日休み)
- タブレット端末やデジタル教科書を活用した授業が行われている。
- 授業のほかに進学講座やオンライン上で大手予備校の講座を受講できる「スタディアプリ」を導入している。また、生徒一人一人に授業用のノートパソコンをレンタルしており、卒業時にプレゼントされる取り組みを行っている。

制服・鞄
- 制服は在校生の意見を取り入れ、2023年入学生より一部リニューアルされた。冬服はダブルブレストブレザー（4ボタン）からシンプルなシングルブレストブレザー（2ボタン）になり、色味は紫がかった紺色から濃紺に変更された。スクールバッグは3種類から選択可能で、リュックサックタイプもある。
- 男子は白のボタンダウンシャツ、ネクタイは従来の緑と紺のストライプに加えて赤色が選択可能となった。パンツは冬服がグレーのグレンチェック柄から黒系グレーの無地に変更された。夏服はグレーのグレンチェック柄。女子は白の角襟ブラウス、リボンは従来の赤色に加えて緑と紺のストライプが選択可能となった。スカートは夏服が紺と白系のチェック柄からグレーのグレンチェック柄に変更された。冬服は今までと同様の赤系のチェック柄。
- Vネックのベスト、セーターで、色は紺色から白色に変更された。夏服は2008年よりワイシャツ（女子はブラウス）に加えて、ポロシャツ（白色または紺色）も選択可能になっており、ポロシャツの方が着用率が高い。
- ブレザーは金ボタンで左胸にエンブレムがある。ブレザーの襟元につけるアルファベット（クラス）が書かれた丸い形のバッジ（クラス章）は廃止された。ジャージと同様に学年ごとに赤・緑・黄色に色分けされている。

安全・防災対策、ボランティア
- 全校舎の耐震化が完了している。また、防災倉庫に毛布、簡易トイレ、発電機、飲料水、食糧などを備蓄している。
- 看護師資格を持つ養護教諭を配置している。
- 校内5カ所(体育館、部活動食堂棟、事務室前、剣道場、国際・サッカー寮)にAEDを設置している。
- 生徒・教職員の安全を最優先に考え、万が一心肺停止事故に直面した際に咄嗟の行動ができるよう年6回「救急救命シミュレーション研修」を実施している。教職員は年1～2回の受講が必須となっている。生徒はクラス単位で受講する。
- 東日本大震災直後より教職員・生徒らが宮城県石巻市・東松島市でのボランティア活動や交流活動を頻繁に行っている。
- 学校行事の貸切（観光）バスは優良な貸切バス事業者を認定する日本バス協会の「貸切バス事業者安全性評価認定」において最高評価の「三ツ星」事業者のバスを使用している。
- 交通マナー向上や交通事故防止のため、2011年9月より全国の高校で初となる「自転車講習検定」（全生徒対象・埼玉県警本部交通企画課協力）を実施。2012年度より埼玉県警、浦和東警察署と連携し、県内初となる「自転車運転免許制」（自転車通学者対象）を導入。筆記試験と実技試験に合格し、講習会を受講すると免許証が交付され、自転車通学が許可される。2人乗り（3点）、免許証不携帯（1点）など12の違反項目があり、減点が10点を超えると通学方法の変更を求められる。浦和東警察署により自転車運転マナーアップ推進校に指定されている。
- 2016年12月、安全で健やかな教育環境づくりを進める学校として、WHO地域安全推進協働センターが認定する「ISS(International Safe School)」の認証を受けた。同認証は日本で14校目、高校では日本初。ISSは100%安全な学校を認定する制度ではなく、生徒や保護者、地域が一体となり、ケガや事故、いじめ、暴力などを予防し、安全な教育環境づくりのために努力する学校を評価する制度。ISSは地道な取り組みと書類・現地審査を経て認証される。認証は3年ごとに見直され、活動の停滞、質の低下等が認められた場合は認証が取り消されることもある。

その他
- 学校の近くには埼玉スタジアム2002公園、さぎ山記念公園や首都圏最大の田園「見沼田んぼ」がある。校舎の窓からは埼玉スタジアム2002の白い屋根を見ることができる。
- 球技大会やマラソン大会はない。また、プールがないので水泳の授業はない。
- 浦学ふぁみり～の意識高揚、結束力を高めることを目的として、学校のイメージキャラクターを公募し、2016年に「ウラガーくん」と「ウラガーるちゃん」が誕生した。
- 2023年度から体育館を除き校舎内は一足制（上履きに履き替えず土足のまま入る）を導入している[5]。

## クラブ活動

### 硬式野球部
甲子園出場回数は26回（夏15回、春11回）で春夏ともに県内最多。2013年春（第85回）に初の全国制覇を達成した。夏の最高成績は1986年（第68回）の全国ベスト4。また、高校日本代表選手やプロ野球選手を多数輩出している。2018年には国民体育大会で優勝を果たした。1991年から2021年夏まで森士が監督を務め、同年秋からはその息子である森大が監督を務めている。
- 全国大会優勝（2013年春〈第85回〉、2018年国体）
- 全国大会ベスト4（1986年夏〈第68回〉、1992年春〈第64回〉、2015年春〈第87回〉、2022年春〈第94回〉）

### 女子硬式野球部
2025年4月に創部。2013年の第85回選抜高校野球大会で優勝した際の4番打者である高田涼太が監督に就任し、副校長で硬式野球部前監督の森士が部長を務める。

### 男子ハンドボール部
1991年と2015年の全国高校選抜大会で優勝、インターハイでも2度の準優勝経験があるなど全国屈指の強豪として知られる。伝統のあるクラブで全国高校総体出場30回、全国選抜大会出場23回はともに県内最多。
- 全国高校選抜大会 - 1991年・2015年優勝、2025年準優勝、2004年3位
- 全国高校総体 - 1991年・1996年準優勝、1988年・2003年・2006年・2015年3位

### 硬式テニス部
- 全国大会の常連で全国選抜高校テニス大会出場24回と県内最多。最高成績は全国大会シングルス優勝・団体戦ベスト4。
- 全国高校総体 - 2003年シングルスベスト8
- 1987年インターハイシングルス優勝、1990年全国高校選抜大会団体戦、2015年全国高校選抜大会シングルスでそれぞれ準優勝するなど強豪として知られる。
- 全国高校総体 - 1987年シングルス優勝、2015年シングルス・ダブルス各ベスト4
- 全国高校選抜大会 - 1990年団体戦準優勝、2014年団体戦ベスト8、2015年シングルス準優勝

### 男子サッカー部
全国高校総体に2回出場経験がある。2014年4月より元Jリーガーの森山泰行を監督に招聘し、県で上位進出やS1リーグ昇格を果たすなど急成長したが同監督が任期満了で退任。2019年2月1日から2024年2月末まで元浦和レッズレディース監督の村松浩が監督を務めた（現在はアドバイザー）。2022年12月12日より、浦和レッズと業務提携した。2024年の選手権県予選では、強豪を次々に倒し37年ぶりに決勝進出を果たした。

### 女子サッカー部
2022年度に創部。2025年度から強化指定部に移行。

### 吹奏楽部
全日本マーチングコンテスト出場10回とマーチングの全国大会出場経験がある。サッカー部や野球部の応援演奏など幅広い分野で活躍している。
- 全日本マーチングコンテスト（銀賞8回）
- 西関東吹奏楽コンクール金賞（2003年、2011年、2013年、2014年）

### ダンス部
2018年、春の日本高校ダンス部選手権において優秀賞受賞。
2025年3月24日、ダンススクール「EXPG STUDIO」などを運営し、EXILEなどが所属する芸能事務所LDHと、全日制学校教育現場におけるダンス部活動・体育教育の新たなスタンダードの創造を目的として協力関係を結んだ。具体的にはLDH監修のダンスレッスンを高校ダンス部で受けたり、2026年4月開校予定の中学校の体育の授業内でダンスレッスンを受けることができるようになる。

### その他
- パワーリフティング部 - 世界大会個人準優勝（男子）、全国大会個人・団体優勝（男女）
- アメリカンフットボール部 - 全国大会出場（4回）
- 馬術部 - 全国大会ベスト8（3回）
- レスリング部 - 全国大会出場（2回）
- 漫画研究部 - 第2回（1993年）まんが甲子園準優勝
- ソングリーダー部 - USA Novice Championship 2009 グランプリ受賞。UDA National Dance Team Championship 2015（全米大会）Senior Pom Small部門優勝。野球部など運動部の応援参加。

## 施設・設備

### 校舎・グラウンド
- 第1校舎／第2校舎／第3校舎／第4校舎 - 全教室にLED照明が、一部の校舎にWi-Fiが設置されている。2025年5月、一足制導入により撤去した第1・第3校舎の下駄箱跡地に休憩スペースなどに使えるラウンジを設置した。
- 第1グラウンド (多目的グラウンド。テニスコート、バスケットボールコートとしても利用可)
- 第2グラウンド (野球場、サッカー場、ソフトボール場)

サッカー場
2021年12月に人工芝サッカー場が完成した。国際規格であるフルピッチ（105×68m）のロングパイル人工芝で、夜間照明、防球ネットを完備。また、微細ミストを発生させてフィールドの暑熱環境を緩和する「フィールド冷却細霧システム」を採用している。
- 第3グラウンド (テニスコート、ハンドボールコート、ラグビー場、弓道場)
- 第4グラウンド (アメフト場、陸上練習場)

### 校内施設
- Uragaku Literacy Tower (ULT)

2008年に創立30周年記念事業の一環としてシラサギ記念自然史博物館を改装して造られた5階建ての新図書館棟。通称ULT（アルト）。1階：総合カウンター、ロビー、同窓会サロン「伝統の襷」／2階：開架閲覧室・司書室／3階：多目的ホールeステーション／4階：図書館、AVルーム／5階：パソコンルームなど
- Uragaku Sports Stadium (U-DIUM)

2009年4月に完成した体育館。通称U-DIUM（ユージアム）。創立30周年記念事業の一環として建て替えられた。2016年に体育館内にエアコンが設置された。
- 夢と希望の泉 (L'Arc)

2012年3月に完成した憩いの場（公園）。通称L'Arc（ラルク）。平成21～23年度卒業記念事業として設立された。園内中央には三重県度会郡産の天然石がモニュメントとして設置され、ゴールデンアカシア、ハナミズキ、バラなどが植樹されている。地域住民など生徒以外も利用可。外灯、駐輪場（126台）完備。
- 食堂棟

第1校舎の裏にあり、1階の食堂には400の座席と大型スクリーンなどの視聴覚施設が備えられている。2階には学習室が5つある。2008年に創立30周年記念事業の一環として全面改装され、2024年8月にカフェ風にリニューアルされた。
- コンビニ[9]

2019年9月10日より第3校舎1階にニューヤマザキデイリーストアをオープンしたが2024年2月末閉店。後継店舗として2024年5月14日、高校内の有人レジ店としては全国初となるファミリーマートをオープンした。通常店舗と同じように電子レンジ、コーヒーマシン、ATM、セルフレジもある。交通系ICカード、楽天Edy、クオカード、クレジットカード（デビットカード含む）が利用可能で現金は不可。

### その他施設・設備
- 自動販売機 - 校内に40台の飲料自販機と軽食自販機も設置されている[12]。一部は電子マネーに対応している。
- 購買／雨天体操場／柔道場／レスリング場／部室棟／ゴルフ練習場／第二体育館（冷暖房完備）

### 校外施設
- UGT放課後学習支援センター

2021年に協志寮の跡地に設置されたスクールTOMASの放課後学習支援センター。UGTは浦学のUGとスクールTOMASのTの略。進学類型の生徒が対象。利用するには事前にインターネット予約が必要で、予約多数の場合は抽選制となる。定期試験や英検、漢検対策などの演習プリントを常備。2、3階には自習室（個別ブース200席）があり、分からないことは常駐のスタッフ（現役大学生・社会人チューター）に質問することができる。
- NEXU (ネクス)

2016年3月に完成した3階建ての国際・強化部活寮。ゲストルームと野球部、サッカー部の寮があり、会議室、食堂、浴室なども備えている。
- 大宮駅西口学習センター

2025年2月、大宮区桜木町1-133-2（メインKビル6階）に開設した学習施設。大宮駅西口から徒歩3分。生徒が放課後に利用可能な自習室のほか、講義や学校説明会などに使う多目的室も併設されている。1階には飲食可能なリフレッシュスペースを設置。

## 学校行事
- 入学式・卒業式 - 生徒数が多いため、さいたま市文化センターか大宮ソニックシティで行われる。
- 芸術鑑賞会 - 毎年7月にさいたま市文化センターや新国立劇場で行われる。内容は音楽、演劇、舞台など。
- 白翔祭 - 毎年10月に実施する文化祭。1日目は学校関係者のみ、2日目は一般公開となる。3年生は出店せず1日目のみ参加。
- 体育祭 - 毎年10月に上尾運動公園陸上競技場で行われる。
- 修学旅行 - 2年次（国際・特進類型は11月、進学類型は2月）に7泊8日で実施される。行先は2016年より米国、豪州、シンガポール・マレーシアの中から選択可能となった。
- 語学研修 - 1年次の11月に行われる2泊3日の語学研修。もともと福島県にあるブリティシュヒルズ（プチ英国）、富士山裾野（静岡県）で行われていたが、国際教養を進めていることから、内容充実、環境変更を常に前向きに推進するため開拓した千葉県の宿泊施設を使用。2024年はヴィラフォンテーヌグランド東京有明で実施された。
- テーブルマナー研修 - 進学類型を対象に1年次の2月に行われる。2023年は東京ドームホテルの大宴会場「天空」にてフランス料理のフルコースを味わいながら、説明や作法を受けた。
- 卒業記念講演会 - 3年次の3月に体育館で行われ、毎年著名人が来校し講演を行う。

## 交通
- 東川口駅北口から国際興業バス2番乗り場「さいたま東営業所」行きに乗車、「浦和学院高校入口」下車。又はスクールバス。
- 大宮駅東口から髙島屋向い側の国際興業バス7番乗り場「浦和学院高校」行きに乗車、終点下車。または「浦和美園駅」行きに乗車、「浦和学院高校入口」下車。
- 浦和美園駅東口の国際興業バス2番乗り場「大宮駅東口」または「さいたま東営業所」行きに乗車、「浦和学院高校入口」下車。スクールバスもあるが本数は少ない。
- スクールバスは事前申込が必要だが、無料で運行されている。以前は紙の乗車券を提示していたが、2024年6月より、生徒がバスに乗車する際にICカード型の生徒身分証明証をリーダーにタッチすることで、学校管理者が乗車記録をリアルタイムで確認できるテクサーのAiBusを導入している[14]。登校時のみ指定された号車に乗らなければならない。文化祭や学校説明会、入学試験などの際には東川口駅から臨時運行される。

## 浦学サンバ
吹奏楽部顧問だった落合敏郎が作曲したオリジナルの応援曲。高校野球での演奏が有名だが、ハンドボールやサッカーなど、スポーツの応援全般で使用されている。作曲時期は不明ながら、応援指導係長の篠原教諭は「1980年代後半には既に存在していた」と語っている。
1～5まで存在しており、そのうちの3は沖縄県の興南中学校・高等学校が譲り受けて「興南サンバ」として使用するようになり、それをベースにして他の沖縄県内の高校でも演奏されるようになった。ただし、沖縄ではその詳しい経緯は伝わっていないことがあり、興南中学校・高等学校のオリジナル曲だと思っている場合がある。沖縄で特に広まったことから、千葉ロッテマリーンズが沖縄県内で試合を行う時限定のチャンステーマとしても使用されている。こうした経緯から、最初に作られた1と3は特に知名度が高く、KONAMIのパワフルプロ野球シリーズでも配信コンテンツとして採用されている。
2011年、生徒会、吹奏楽部、ソングリーダー部、野球部で構成される応援指導部「浦学ファイヤーレッズ」が編成され、応援席で楽曲に合わせて踊るのが恒例となっている。これらの楽曲はyoutubeで公開されており、野球部ウェブサイトから確認することができる。

## 著名な出身者

### 野球
- 赤坂和幸
- 石井義人
- 今成亮太
- 大竹寛
- 小川将俊
- 小島和哉
- 金田優太
- 木塚敦志
- 久保田智
- 榊原翼
- 坂本一将
- 坂元弥太郎
- 清水隆行
- 鈴木健
- 須永英輝
- 鷹野史寿
- 田中充
- 豊田拓矢
- 蛭間拓哉
- 三浦貴
- 南貴樹
- 渡邉勇太朗
- 黒須隆
- 谷口英規
- 佐藤拓也
- 森大

### サッカー
- 加藤竜二
- 石井豊
- 垣田健
- 梅山修
- 岡村政幸
- 榎本達也
- 若狭大志
- 田中和樹
- 安居海渡
- 齋藤巧

### ハンドボール
- 豊田賢治
- 小澤広太
- 玉川裕康
- 加藤芳規
- 土井レミイ杏利

### その他スポーツ
- 佐藤博康 - テニス
- 松田美咲 - テニス
- 堀大器 - テニス
- 重松直樹 - フィギュアスケート

### 芸能人・アナウンサー
- 畑野ひろ子
- 本木雅弘
- 菜々緒
- MURO
- 高橋わたる
- 関綾乃
- 千葉皓敬
- 菊地真衣
- 大角怜司
- 塩野潤二
- 松﨑巖夫
- 幣原あやの

### その他
- 松下ヨシナリ - モトジャーナリスト

- 幾田桃子 - 実業家、社会活動家

## 著名な教職員・関係者
- 森士 - 同校副校長、同校硬式野球部元監督

## 併設校
- 国際医療専門学校
- 関東福祉専門学校
- 明星幼稚園

### 姉妹校
- 志学会高等学校[1]